# ریخته‌گری افشانه‌ای

A spray-formed special steel billet

A 8 m long, low-alloy steel billet spray clad with nickel-based alloy

ریخته‌گری افشانه‌ای (به انگلیسی: spray forming) یا شکل‌دهی افشانه‌ای فرایندی برای تولید مواد به‌صورت شمش، لوله یا حلقه با یک میکرو ساختار یکنواخت است که نمی‌توان آن‌ها را به روش‌های رایج ریخته‌گری تولید کرد. این روش در سال‌های اخیر توسعه یافته‌است و به صورت تجاری در تولید آلیاژهایی بر پایه فلزاتی مانند آهن، مس، آلومینیوم و مواد سیلیکونی استفاده می‌شود.در این روش جریانی از فلز مذاب به وسیلهٔ گاز اتمیزه‌کننده به قطراتی تبدیل می‌شود.این قطرات در حالت نیمه جامد-نیمه مایع روی یک صفحه نگهدارنده تجمع کرده و یک رسوب با چگالی بالا تولید می‌گردد.محصولات تولید شده  از این روش دارای ریزساختار دانه ریزی هستند که در آن ذرات فاز دوم بسیار ریز بوده و به‌طور یکنواخت توزیع شده‌اند.در ضمن پدیده جدایش درشت، در ریزساختار آن‌ها وجود نداشته و در نتیجه عملیات کار گرم بخوبی بر روی آن‌ها قابل اجرا است. این روش بسیار قابل انعطاف است بطوری‌که به وسیلهٔ آن انواع آلیاژها را می‌توان به راحتی در اشکال متنوع تولید نمود. روش مذکور قابلیت تولید انواع کامپوزیت‌های زمینه فلزی(ذره‌ای و لایه ای) را داشته و می‌تواند در تولید پوشش‌های فلزی نیز بکار رود فرایند ریخته‌گری افشانه‌ای در ابتدا مبتنی بر تولید مذاب در یک کوره الکتریکی مقاومتی بود که مذاب ایجادشده از یک نازل با قطر ۳ میلی‌متر و از جنس آلومینیوم اکسید عبور می‌کرد. در این شیوه تولید مذاب، به علت نرخ پایین مذاب عبوری برای جلوگیری از انجماد در نازل نیازمند فوق گرم شدن بود. شیوه بعدی تولید مذاب برای این فرایند ریخته‌گری، کوره‌های القایی الکترومغناطیس بودند که مزایای فراوانی به همراه داشتند.

## تاریخچه
در سال ۱۹۷۰ میلادی پروفسور سینگر(به انگلیسی: Singer) در دانشگاه سوانسی، نخستین بار ایده گاز اتمیزه‌کننده افشانه تشکیل را ارائه و توسعه داد که در این روش یک جت فشار بالا گازی با جریان پایدار مذاب برخورد کرده و منجر به اتمیزه شدن آن می‌شود. پس از این برخورد قطرات حاصله بر روی یک هدف جمع‌آوری شده و با دستکاری توسط اسپری می‌توان یک قطعه نزدیک به شکل مورد نظر را ایجاد کرد.
امروزه شکل‌دهی افشانه‌ای کاربردهای زیادی در صنایع تخصصی پیدا کرده‌است مانند: روکش دهی لوله‌های زباله سوز به وسیله فولاد زنگ نزن؛ حلقه و دیسک‌های سوپر آلیاژ نیکل در موتورهای صنایع هوا فضایی؛ آلیاژهای آلومینیوم- سیلیکون برای آستر سیلندر؛ فولاد آلیاژی تندبر.

## شکل دهی پاششی

### تجاری سازی:
به رغم مشکلات مرتبط با شکل‌دهی پاششی، یک علاقه مداوم به استفاده از این روش در 35 سال گذاشته وجود داشته‌است. شرکت سندویک (Sandvik-Osprey of Neath) ولز جنوبی،  ضمن ثبت اختراعات مربوط به این روش، مجوز استفاده از این روش را در طیف وسیعی از صنایع را اخذ کرده‌است. امروزه حدود 25 مورد استفاده از این روش، از مدل‌های کوچک تحقیقاتی گرفته تا عملیاتهای کاملاً تجاری،در سطح دنیا وجود دارد. استفاده‌های عمده آن روش در تولید پیش مواد (سوپر رساناهای (CuSn)، برای Nb3Sn دما پایین)، تجهیزات حفاری نفت (مواد با مقاومت بالا CuMnNi) و لوازم شکل‌دهی (CuAlFe با محتوای Al بالا) می‌باشد. تحقیق به بررسی چالش اهمیت و هزینه آن می‌پردازد. این روش با هزینهٔ بالایی همراه است اما از طرفی در تولید آلیاژهای با کارایی بالا استفاده از آن ضروری می‌باشد.

### ریختگری:
آخرین کار انجام شده با روش شکل‌دهی پاششی براساس استفاده از  کوره گرم شده با مقاومت‌های الکتریکی بود که سپس مایع ذوب شده از میان یک نازل Al2O3 با قطر 3 میلی‌متر عبور داده شد. گرچه نرخ پایین عبور سیال از میان نازل نیاز به داشتن دمای فوق العاده بالا را برای جلوگیری از جامد شدن مایع در حین عبور از نازل را ضروری می‌کند. نسل دیگر فرایندهای ریختگری با روش شکل‌دهی پاششی از واحدهای ریختگی القایی می‌باشد. این روش حسن‌های زیادی دارد. در این سیستم، ظرف مخصوص ذوب فلز دقیقا در بالای سر پاشنده قرار دارد که با یک نازل سرامیکی به صورت مستقیم از کوره به نازل تغذیه می‌شود. یک میله متوقف‌کننده از میان مایع به سمت بالای نازل پخش‌کننده حرکت می‌کند زمانیکه مایع به دمای طراحی شده می‌رسد کنار زده می‌شود و عمل پاشش انجام می‌شود. معمولاً پاشش در دمایی حدود50-150 درجه سانتیگرارد (122-302 درجه فارنهایت) بالاتر از دمای حالت مایع آلیاژ صورت میگیرد.در روش دیگری از یک مانع پیش آماده شده از جنش آلیاژ برای بستن مسیر نازل استفاده می‌شود بطوری‌که در دمای مخصوص بالایی مانع آلیاژی ذوب شده و محتوای کوره از مسیر نازل جاری شود. مشکل دیگر در خصوص استفاده از کوره‌های پاشنده از پایین در تغییر نرخ جریان بعلت کاهش ارتفاع استاتیکی فلز موجود در ظرف مخصوص ذوب فلزمی باشد.استفاده از فشار بالای گاز ساکن در حین پاشش می‌تواند اثر این افت فشار را جبران کند. یک روش دیگر استفاده از کوره با پاشنده انحرافدار برای ریختن مذاب می‌باشد که به موجب آن یک کوره القایی کج شده تا مذاب را به داخل تندش مخروطی ریخته و توسط مخروط  فلز مذاب به نازل تحویل مذاب تحویل داده شود. نکته مثبت سیستم با پاشنده انحرافدار این است که فرآیند ریختگی مجزا از فرایند پاشش می‌باشد.

### اتمیزه شدن
روش‌های مختلفی برای اتمیزه کردن فلزات مذاب وجود دارد. خیلی از روش‌های اتمیزه کردن فلزات مذاب از صنعت متالورژی پودر استفاده می‌کنند که بارها مورد تجدید نظر قرارگرفته‌اند. دو روش عمده برای اتمیزه کردن در شکل‌دهی پاششی وجود دارد:
1- اتمیزه با نیروی گریز از مرکز (برای هندسه تقریباً خالص حلقه ای)2- اتمیزه با گاز (تولید شمش، لوله و نوار).

#### 1-اتمیزه شدن با نیروی گریز از مرکز
در این روش، فلز مذاب با نرخ پایین جریان (2 - 0.1 کیلوگرم در ثانیه) بر روی صفحه (دیسک یا بشقاب) لغزانی ریخته می‌شود که دیسک با سرعت زاویهٔ مناسبی برای ایجاد نیروی گریز از مرکز بالایی در پیرامون می چرخد تا بتواند بر نیروهای تنش سطحی و ویسکوز غلبه کند در نتیجه این کار مذاب به تکه‌های تکه تکه و قطره‌ای تبدیل می‌شود. قطر قطره‌های تشکیل شده از این فرایند بستگی به سرعت زوایه‌ای چرخش دیسک دارد.

#### 2-اتمیزه شدن با گاز
در این روش جریان مذاب از نازل تحویل به داخل محفظه پاشش ریخته می‌شود. جریان مذاب از اینکه بی ثباتی ناشی از محیط گاز متلاطم در محفظه پاشش، بر آن اثری بگذارد حفظ می‌شود. در داخل محفظه جت‌های گاز در لایه میانی در فشار 2-4 بار عمل کنند. جریان گاز منتج  موازی با جریان فلز مذاب می‌باشد تا بتواند جریان فلز مذاب را متعادل کند. دومین اتمیزه‌کننده از سرعت بالا (250-350 متر بر ثانیه) و فشار بالای (10-6 بار) جت گاز استفاده می‌کند تا بتواند در جریان فلز مذاب تخطی ایجاد کرده و عمل اتمیزه شدن را انجام دهد.جت‌های اتمیزه معمولاً به شکل حلقوی یا جت‌های تکه تکه می‌باشند که به شکل متقارن حول محور نازل قرار گرفته‌اند. در حالت‌های کمی به شکل نازل خطی قرارمی‌گیرند که برای تولید محصولات نواری بکار می‌روند. معمولاً قطر قطره‌های از توزیع لگاریتمی پیروی می‌کنند که قطر پودر آن‌ها تا 600 میکرون ولی قطر ناحیه جرمدار آن حدود 150 می‌باشد.

### میکروساختارهای متشکل از پاشش
در حین پاشش ضروری است تا دمای سطح بالا ثابت بماند تا در نتیجه آن شرایط مسقل از زمان برقرار باشد. برای مثال اگر شمشی با میکروساختار مستحکم باید ساخته بشود در سطح شمش در طول پاشش تعادل آنتالپی باید برقرار باشد. بطوری‌که نرخ آنتالپی از دست رفته (Hout)از شمش از طریق انتقال به گاز اتمیزه‌کننده از پایین باشد باید باآنتالپیورودی (Hin)از طریق جابجایی و تشعشع در پاشش از قطره برابر باشد. فاکتورهای زیادی برای برقراری تعادل مورد نظر وجود دارند برخی از این شرایط 1- ارتفاع پاشش 2- فشار گاز اتمیزه 3- نرخ جریان مذاب 4- پبکربندی مذاب فوق گرم  5- پیکربندی اتمیزه، که می‌توان از آن‌ها برای ایجاد ثبات در شرایط بهره جست. معمولاً می‌توان از لوازمی مانند دوربین‌های مدار بسته و گرماسنجی نوری  برای بررسی سایز شمش و همچنین دیدن سطح و دمای سطح آن استفاده کرد. اگر Hout خیلی بیشتر از Hin باشد و سطح بالای شمش در دمای ثابتی باشد سطح بالایی باید در شرایط حساسی قرار داشته باشد تا چسبندگی قطره‌های ورودی و نیمه مذاب (از تکه‌های جامد)را تقویت کند.اگر Hin برای دوباره ذوب شدن کافی نباشد یک میکرو ساختار اسپلتی از قطره‌های لایه‌ای ایجاد می‌شود، نوعا در فرایندهای پاشش گرمایی مانند پاشش پلاسمای خلا ایجاد می‌شود. نقشه‌های پردازشی تولید شده برای پاشش پلاسما و شکل‌دهی افشانه‌ای از یک بالانس گرمایی ثابتی (زمان بین لایه نشانی ها) بهره می‌برد. آخرین مرحله جامدسازی زمانی اتفاق می افتد که قطره‌ها به شمش حساس برخورد کنند و تعادل گرمایی بین قطره‌ها و شمش‌ها برقرار شود. در این مرحله مایع باقی‌مانده به عنوان شبکه پیوسته مشخص مرز دانه چند ضلعی، با کسر مایع 0.3-0.5 می‌باشد. نرخ خنک سازی در حین جامد سازی شمش چند مرتبه کند تر از نرخ خنک سازی در پاشش در (1-20 ks-1) می‌باشد. در اغلب موارد، تخلخل بالا در پایه شمش و بالای آن حل شده و بازیافت می‌شوند. گاهی اوقات از بازرسی التراسونیک برای تعیین عمق مناطق سرد برای جلوگیری از اتلاف غیرضروری استفاده می‌شود. بسته به سیستم آلیاژ و محصول نهایی، بقیه مواد حجیم برای بستن تخلخل‌ها تحت عملیات حرارتی مکانیکی قرار می‌گیرند. مواد شگل دهی شده با روش پاشش به ندرت در شرایط اسپری مورد استفاده قرار می‌گیرند و معمولاً توسط HIPing برای از بین بردن تخلخل‌ها مورد عملیات قرار می‌گیرند. در بعضی موارد گاز اتمیزه باقی‌مانده در تخلخل‌ها ممکن است با المان‌های آلیاژی واکنش بدهند و فازهای مفید و N2تولید کنند.